# Galeria Chaves
A Galeria Pedro Chaves Barcellos, mais conhecida como Galeria Chaves, é uma galeria comercial e um prédio histórico da cidade brasileira de Porto Alegre, Rio Grande do Sul. Localiza-se entre as ruas dos Andradas e José Montaury, no Centro Histórico da cidade.
Foi mandada construir pela tradicional família Chaves Barcellos, com projeto do importante arquiteto e escultor Fernando Corona, que também foi mestre de uma geração de escultores gaúchos. Nilo de Lucca colaborou no planejamento, e as obras estiveram a cargo da empresa Azevedo, Moura & Gertum, datando de 1936. De início as atividades comerciais se limitavam à parte térrea, sendo o restante do edifício ocupado por residências. Na Galeria Chaves funcionou o Espaço N.O., a Galeria Obra Aberta e hoje ali tem uma de suas sedes a Fundação Vera Chaves Barcellos.
Sua fachada é imponente, e o estilo remete aos modelos dos palácios renascentistas, constituído de um grande corpo cúbico com um portal de entrada ao rés do chão deslocado para a direita do centro, diversos andares com aberturas regulares mas de desenho variado, agrupadas de três a três e separadas por pilastras lisas, e arrematado por uma grande cornija ornamentada. O revestimento externo é feito de pó de pedra aglutinado. 
Seus cinco pisos, mais um entre-solo, se estruturam em três blocos principais: O embasamento, constituído pelo térreo mais entre-solo, com imitação de pedras aparelhadas como revestimento; um segundo bloco com 3 pisos com aberturas retangulares com sacadas com gradis e fechadas com venezianas, que se distingue do térreo por uma balaustrada contínua a servir de parapeito para o primeiro pavimento, e por fim o derradeiro piso, com uma série de janelas de arco pleno separadas por coluninhas jônicas. O arremate é uma bela cornija também jônica. O portal é ladeado por duas grandes colunas de granito róseo, acima do qual existe um pórtico com quatro colunas de mesma ordem, também de pedra.
Adentrando-se a galeria propriamente dita vemos um piso de ladrilhos decorados e placas de vidro, que permitiam a iluminação do subsolo. Do teto pendem grandes lustres de metal trabalhado. Nas laterais há uma série de lojas, hoje dedicadas em sua maior parte ao comércio de CDs. O pé-direito alto permitiu que fosse criado um mezzanino, ou entre-solo, que abre para o interior da galeria, com diversas salas primeiramente ocupadas por consultórios médicos, e hoje, por restaurantes. Também neste espaço existem uma claraboia e vitrais, e à esquerda da entrada foram instalados dois elevadores gradeados, com uma escada ao lado para as salas logo acima.
Da rua José Montaury o acesso à Galeria Chaves se dá por um grande arco e um longo corredor até o nível superior, que abre para a rua dos Andradas. O prédio foi tombado pelo Município de Porto Alegre em 17 de abril de 1986, com o nº 24.

## Galeria

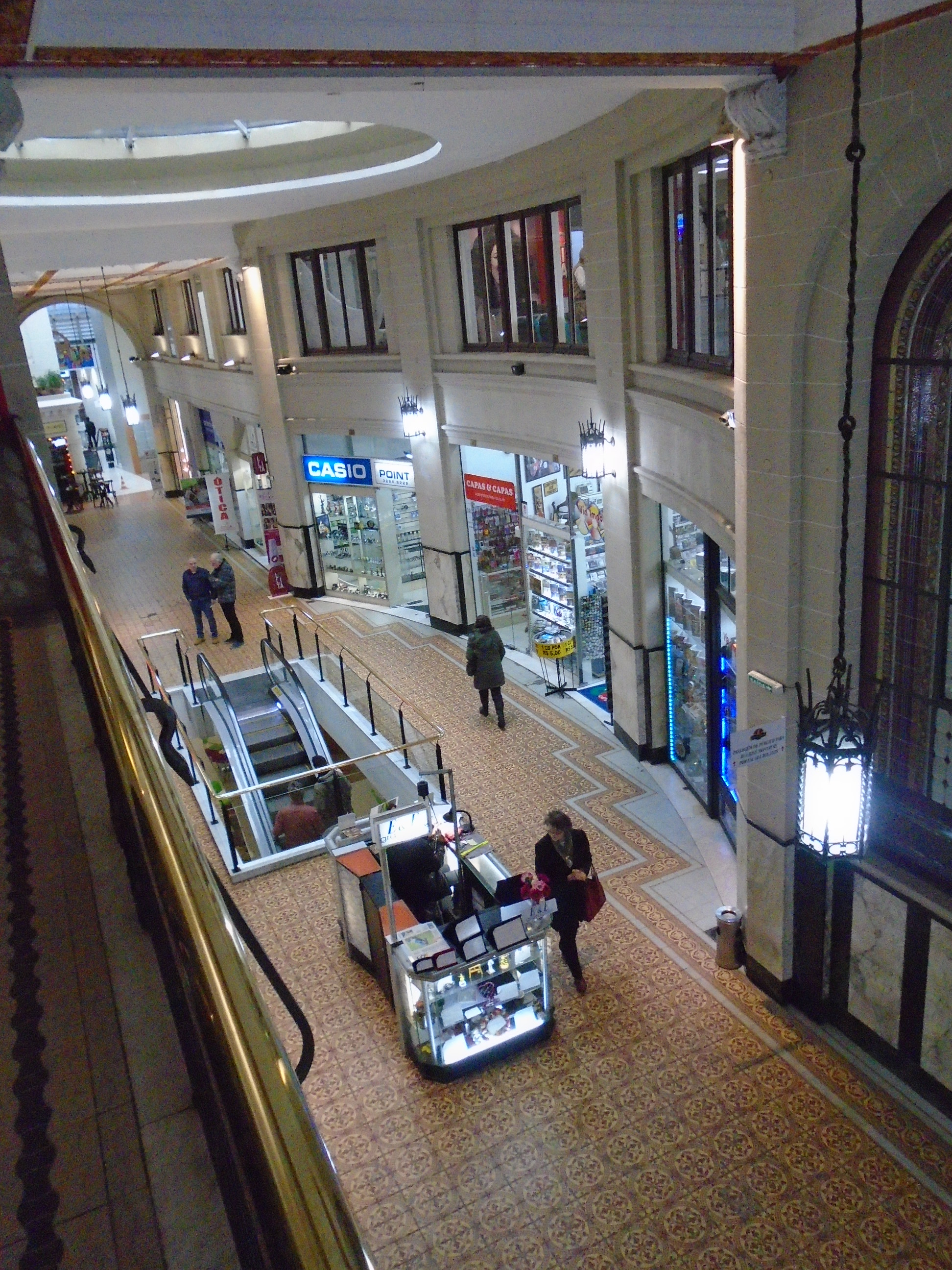
Interior da Galeria Chaves
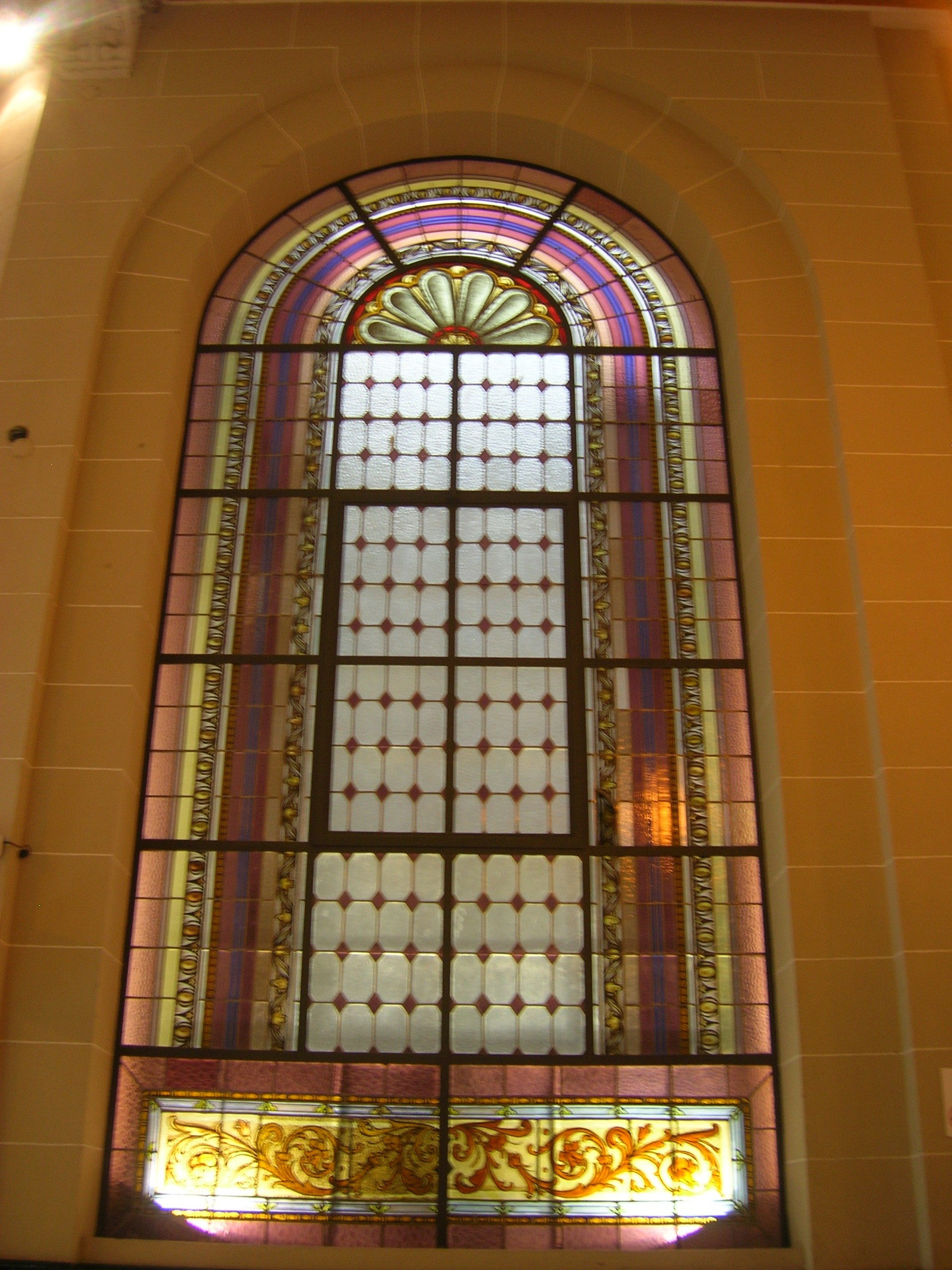
Janela com vitral dentro da galeria.